# Gonomyia circumcincta
Gonomyia circumcincta är en tvåvingeart som beskrevs av Alexander 1924. Gonomyia circumcincta ingår i släktet Gonomyia och familjen småharkrankar. Inga underarter finns listade i Catalogue of Life.